# 르바르도

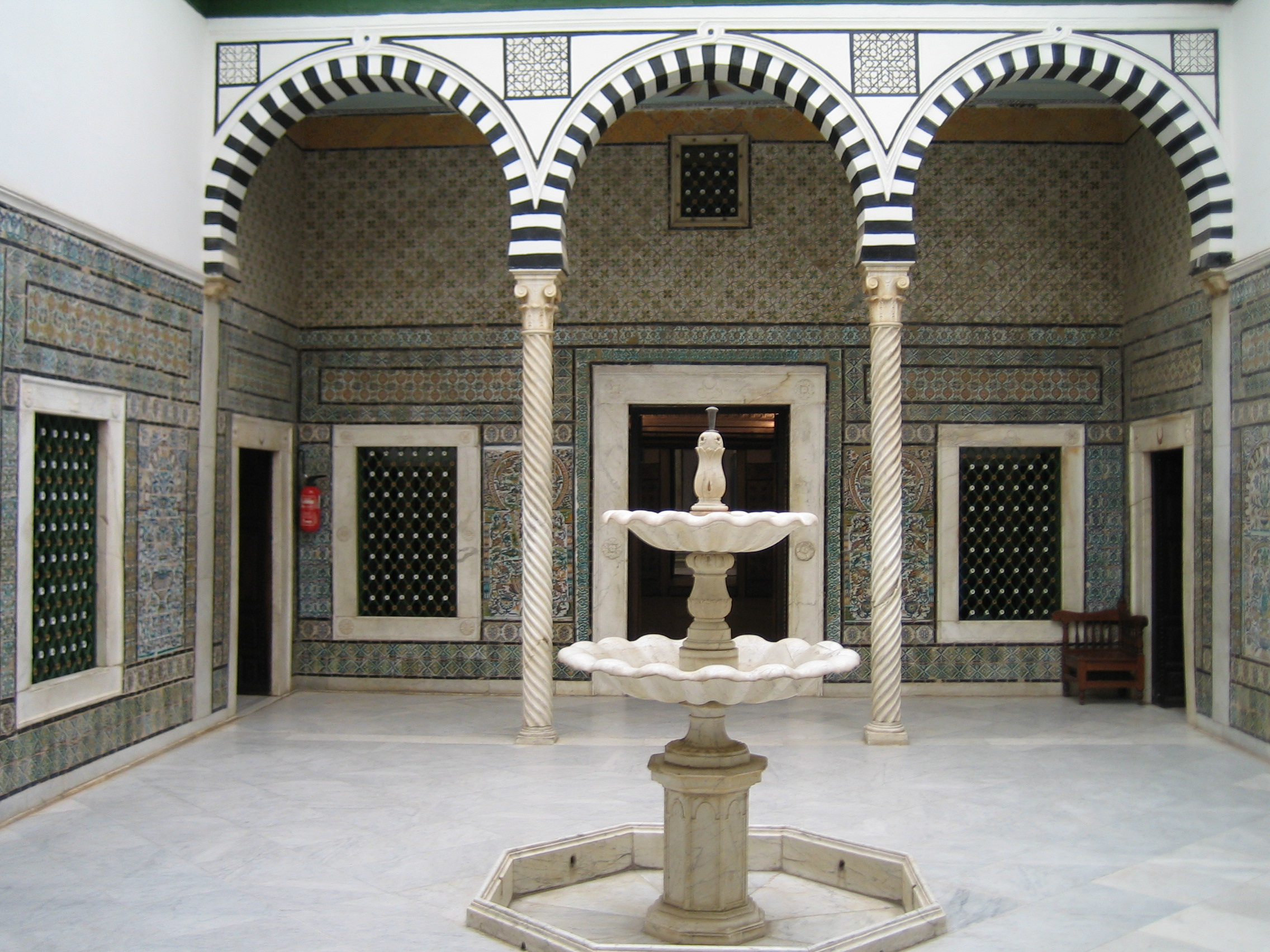
르바르도

르바르도(프랑스어: Le Bardo, 아랍어: البرد 엘바르도[*])는 튀니지 튀니스 주에 위치한 도시로 인구는 73,953명(2004년 기준)이다. 튀니지의 수도인 튀니스의 서쪽에 위치한다.
15세기에 하프스 왕조에 의해서 건설되었으며 바르도(Bardo)라는 이름은 스페인어로 "정원"이라는 뜻을 가진 '파르도'(pardo)에서 유래된 이름이다. 18세기에 튀니스 궁정이 설립된 뒤부터 튀니지의 정치, 문화, 종교의 중심지 역할을 했다.
1881년 인근에 위치한 크사르 사이드(Ksar Saïd) 궁전에서 체결된 바르도 조약은 여기서 유래된 이름이다. 이 조약은 튀니지를 프랑스의 보호령으로 하는 내용이 담긴 조약이다. 1882년에는 국립박물관이 개관했다.